# 图莱讷
图莱讷（法語：Toulenne，法語發音：[tulɛn]）是法国吉伦特省的一个市镇，属于朗贡区。

## 地理
图莱讷（44°33'29"N, 0°15'46"W）面积6.58 平方千米，位于法国新阿基坦大区吉倫特省，该省份为法国西南部沿海省份，是法國本土面积最大的省，北起滨海夏朗德省，西临大西洋，南至朗德省，东南接洛特-加龍省，东临多爾多涅省。
与图莱讷接壤的市镇（或旧市镇、城区）包括：韦尔德莱、法尔格、朗贡、普雷尼亚克、圣迈克桑、圣克鲁瓦迪蒙。

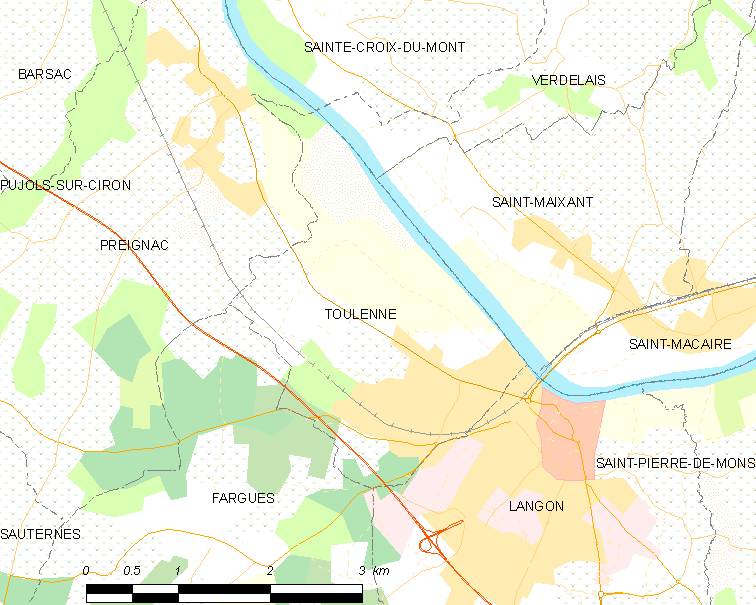
图莱讷的OSM定位图

图莱讷的时区为UTC+01:00、UTC+02:00（夏令时）。

## 行政
图莱讷的邮政编码为33210，INSEE市镇编码为33533。

## 政治
图莱讷所属的省级选区为南吉伦特县。

## 人口

1962-2008年间图莱讷人口变化图示

图莱讷于2022年1月1日时的人口数量为2860人。